# Las Atarazanas
El Centro Cultural Atarazanas es un edificio ubicado en el andador Julio S. Montero, en el centro histórico de la ciudad y puerto de Veracruz. Construido en el siglo XVIII con una fuerte influencia de la arquitectura militar de la época denominada Herreriana, este tipo de edificios fueron erigidos durante la España medieval como parte de las fortificaciones de las costas y riberas de los ríos donde se almacenaba y transportaba mercancías. En el puerto de Veracruz fungieron principalmente como almacén. El recinto ya restaurado se inauguró el 21 de abril de 1991 como un Centro Cultural, bajo la tutela del Instituto Veracruzano de la Cultura.

## Origen del nombre
La palabra atarazanas se utilizaba para edificios que servían como arsenal, astillero, lugar donde se construyen, reparan y conservan las embarcaciones”. Con el paso de los años el término fue menos utilizado. Las palabras arsenal o astillero que se usan en nuestros días tienen la misma etimología que atarazanas. Las tres palabras
provienen del árabe daras-sina 'ahl.

Casa de fabricación recinto en el que coexisten dársenas, diques, cabrías, grúas, gradas, tinglados y talle res cercanos al mar, y donde se construyen, arman, reparan, abastecen y conservan los buques de guerra.
Judith Hernández Aranda

## Historia
El edificio de Las Atarazanas se construyó para ser usado como bodega de los mástiles que servían para hacer las reparaciones de los barcos del Rey que llegaban a Veracruz. En la "Relación del estado de las fortificaciones de Veracruz" del ingeniero Corral, se menciona que el edificio era usado como almacén pero también como protección a embarcaciones menores.
Como otros edificios del Centro Histórico de Veracruz, para su construcción en el siglo XVIII se utilizó piedra múcara (coral marino). A lo largo de su historia el edificio ha sido objeto de varias restauraciones. En el año de 1779 se anexó al edificio una cuarta nave según lo menciona el medallón ubicado en la fachada. En el año de 1834, le fueron agregadas a su fachada las columnas centrales.
Entre los años de 1917 y 1920, fue usado por el ejército constitucionalista como parte del servicio de la tropa, arsenal, almacén de víveres y para almacenar herramientas de guerra. Con las ampliaciones del puerto y el terreno ganado al mar, la línea costera se alejó del edificio y los usos variaron con el paso de los años instalándose talleres, cuarteles, arsenal, bodegas, cuartel de bomberos,
Funcionó como gimnasio y cancha deportiva (con gradas y vestidores incluidos) del Ilustre Instituto Veracruzano a partir del año de 1950. En la década de 1980, también funcionó como librería. Posteriormente cayó en el abandono total hasta que el Instituto Veracruzano de la Cultura se hizo cargo de sus instalaciones en el año de 1989.
El edificio que queda el día de hoy es una nave que corresponde a los primeros años del siglo XVIII y el anexo de 1779. La edificación ahora es utilizada como sede para la realización de eventos de carácter cultural en todas las ramas del arte, además, se utiliza como aula para impartir diversos talleres artísticos.